# Simulium hongpingense
Simulium hongpingense es una especie de insecto del género Simulium, familia Simuliidae, orden Diptera.
Fue descrita científicamente por Cheng, Luo & Yang, 2006.